# دينيس ارنو
دينيس ارنو (بالفرنسية: Denis Arnaud)‏ (31 يناير 1973 بوردو فرنسا - ) هو لاعب كرة قدم فرنسي يلعب كمدافع.

## وصلات خارجية
- دينيس ارنو على موقع قاعدة بيانات كرة القدم.إي يو (الإنجليزية)